# Азмозеро
Азмозеро — пресноводное озеро на территории Оштинского сельского поселения Вытегорского района Вологодской области.

## Физико-географическая характеристика
Площадь озера — 0,5 км². Располагается на высоте 183,9 метров над уровнем моря.
Форма озера продолговатая: оно почти на полтора километра вытянуто с юго-запада на северо-восток. Берега каменисто-песчаные, местами заболоченные.
С северо-восточной стороны озера вытекает Азмручей, впадающий с левого берега в Педажреку, являющуюся притоком реки Мегры, впадающей, в свою очередь, в Онежское озеро.
Острова на озере отсутствуют.
К северу от озера проходит лесная дорога.
Населённые пункты вблизи водоёма отсутствуют.
Код объекта в государственном водном реестре — 01040100611102000020087.